# Heilig Kreuz (Burgholzhausen)

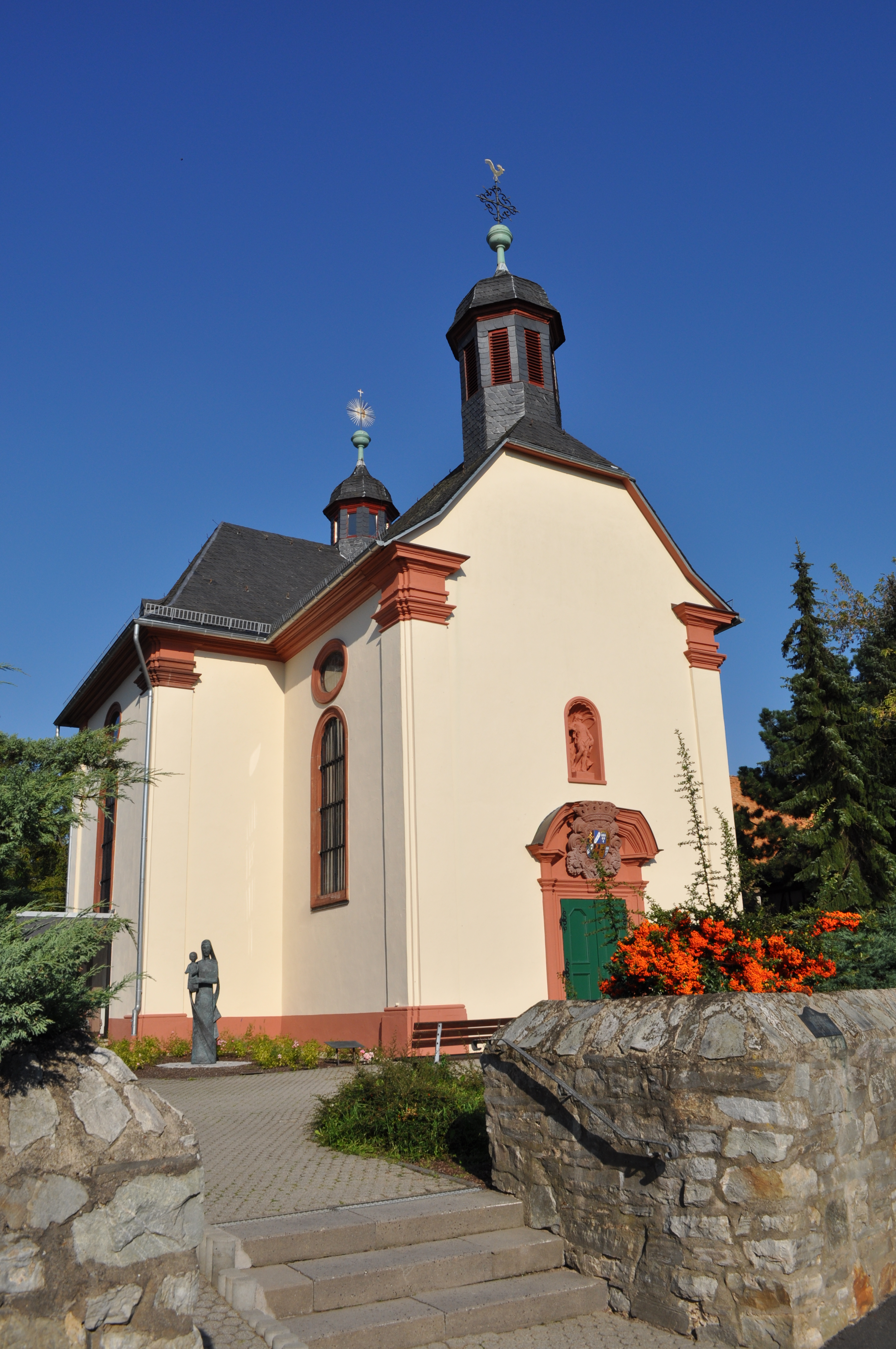
Heilig Kreuz-Kirche

Die Kirche Heilig Kreuz ist die römisch-katholische Kirche von Burgholzhausen vor der Höhe im südhessischen Hochtaunuskreis.

## Geschichte

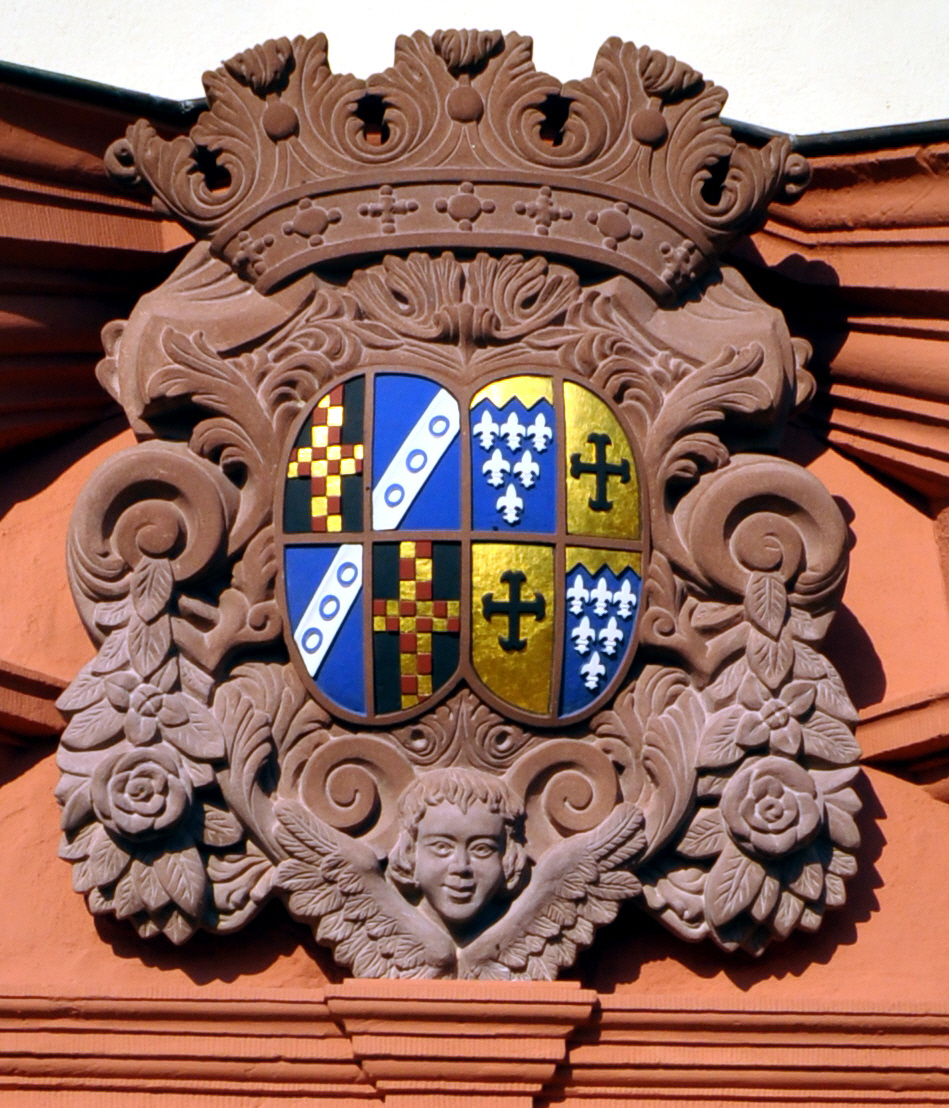
Allianzwappen Ingelheim/Echter und Dalberg, für Franz Adolf Dietrich von Ingelheim genannt Echter von und zu Mespelbrunn (1659–1742) und Ehefrau Ursula Kämmerin von Worms Freiin von Dalberg (1668–1730) an der Kirche

Zwischen 1536 und 1540 wurde in Burgholzhausen unter den Grafen von Stolberg-Königstein die Reformation eingeführt. Auch die folgenden Landesherren waren Protestanten. 1702 erwarben die katholischen Freiherren von Ingelheim den Ort. Ab 1710 begannen deren Bemühungen um eine Gegenreformation. 1712 wurde erstmals wieder ein katholischer Gottesdienst im Ort gelesen. Erschwert wurden diese Bemühungen nicht nur durch den Widerstand der Bevölkerung, sondern auch durch die Tatsache, dass die Kirche in Burgholzhausen Filialkirche der Kirche in Seulberg war. Seulberg gehörte jedoch zur (protestantischen) Landgrafschaft Hessen-Homburg. Der Landgraf nahm daher das Recht der Kirchenaufsicht in Anspruch.
Zunächst verfolgte Franz Adolf Dietrich von Ingelheim den Plan, die baufällige evangelische Kirche anzureißen und dort eine katholische Kirche zu errichten. Diese sollte als Simultankirche auch von den Lutheranern genutzt werden. Mit diesem Plan konnte sich Ingelheim nicht durchsetzen, und so wurde 1716 der Grundstein für eine eigene katholische Kirche gelegt. Als Baugelände wurde ein Teil der aufgegebenen Dorfbefestigung neben dem Ingelheimer Amtshof gewählt. Der begonnene Bau wurde jedoch von hessen-homburgischen Truppen zerstört, um das Recht der Kirchenaufsicht durchzusetzen. Die folgenden gerichtlichen Auseinandersetzungen endeten mit einem Rezess: Beiden Religionsgemeinschaften sollte es künftig erlaubt sein, eigene Kirchen zu erbauen.
1717 wurde daher der Bau unter der Leitung von Maurermeister Johann Wilhelm Dettler wieder aufgenommen. 1718 erfolgte die Konsekration der Kirche, der als Filialkirche die Kirche in Kloppenheim zugeordnet wurde. Gleichzeitig erbaute Johann Wilhelm Dettler die Evangelische Kirche. Später wurden auch die Kirchen in Okarben, Petterweil und Rodheim vor der Höhe Filialkirchen von Burgholzhausen.
Ende der 1990er Jahre wurde die Orgel restauriert. 2017 erfolgte ein Grundsanierung der Kirche zu einem Kostenaufwand von 300.000 €.

## Baubeschreibung

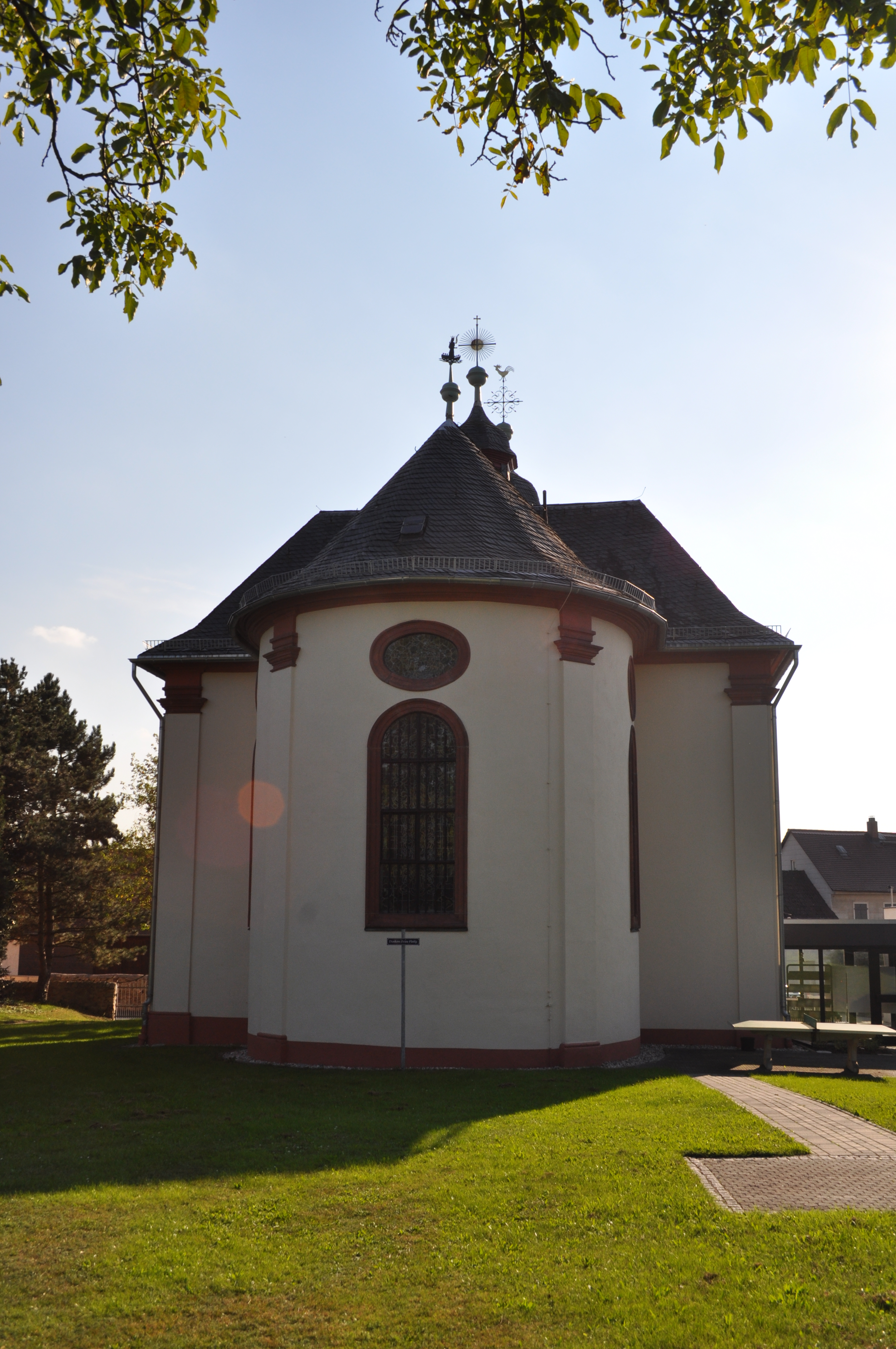
Rückseite der Kirche

Der Entwurf der Kirche ist ungewöhnlich und erinnert an den Stil von Louis Remy de la Fosse, dem teilweise in der Literatur eine Mitwirkung an den Plänen zugeschrieben wird. Das einjochige Kirchenschiff führt über das Querhaus zu einem halbrund geschlossenen Chor. Die Kirche ist hell verputzt und wird von einem sechsseitigen Glockentürmchen unter einer Haube gekrönt. Die Seiten werden durch sehr hohe Kirchenfenster gegliedert. Über der zweiflügligen Eingangstür findet sich ein Allianzwappen des Bauherren und darüber ein Nische mit einer Figur des auferstandenen Jesus.
Der Hochaltar der Kirche stammt aus den Jahren 1720 bis 1725, der Taufstein aus dem Jahr 1720. 1836 wurde die bestehende Orgel durch die heutige Orgel ersetzt. Sie stammt aus der Werkstatt von Bernhard Dreymann. Die Empore wurde 1823 eingebaut, die Farbglasfenster im Stil des Neorokoko 1912.

## Außenanlagen

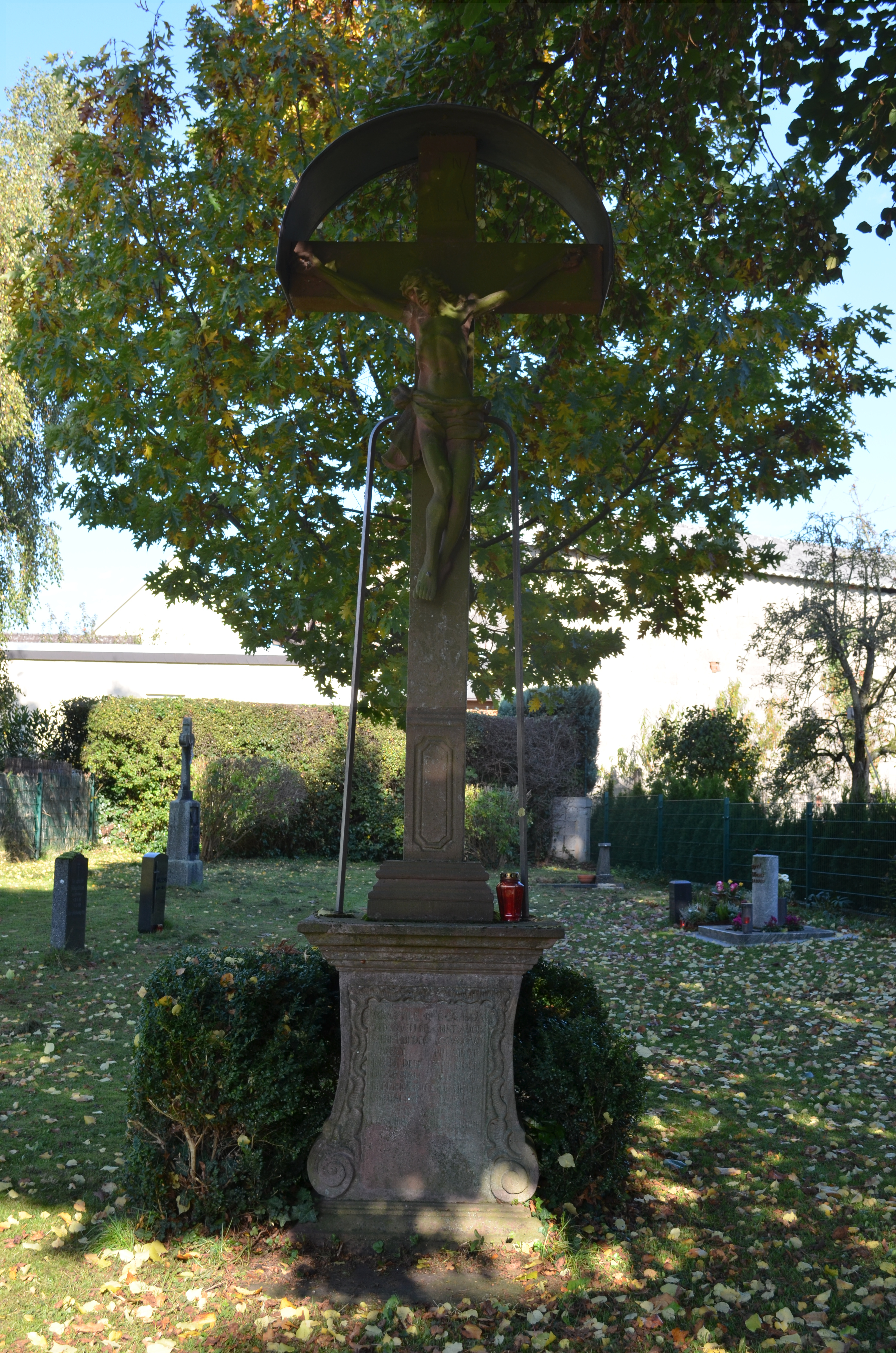
Wegekreuz

Neben der Kirche befindet sich der katholische Friedhof. Darauf befindet sich ein Wegekreuz. Eigentlich sollte dies an der Straße gegenüber der Kirche aufgestellt werden. Dagegen richtet sich der Protest der lutheranischen Bevölkerung. Landgraf Wilhelm VIII. von Hessen-Kassel verbot die Aufstellung 1764 per Dekret. Die Katholiken stellten das Kreuz daher auf dem Friedhof auf.

## Denkmalschutz
Die Kirche sowie das Wegekreuz stehen als Kulturdenkmale unter Denkmalschutz.